# Elizabeth Blackwell (Illustratorin)

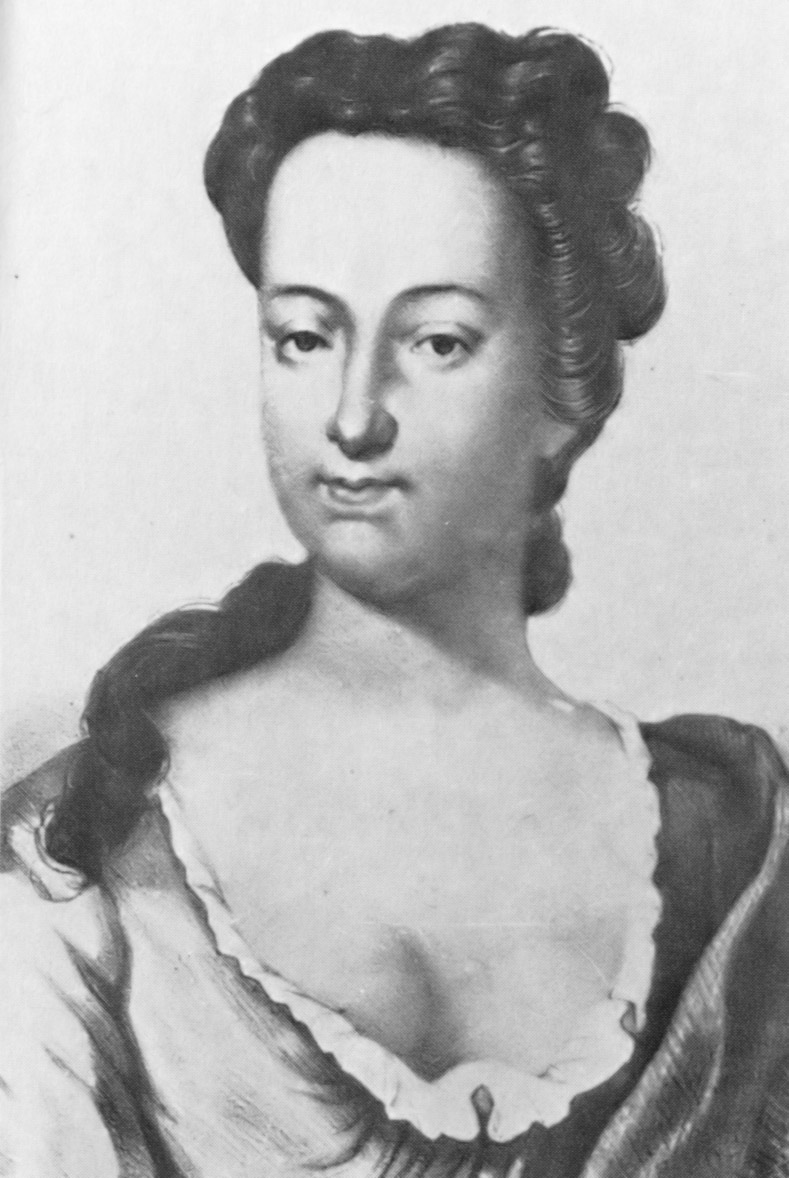
Elizabeth Blackwell

Elizabeth Blackwell (* 23. April 1699 in London; † 1758 in London), geborene Elizabeth Simpson, war eine Zeichnerin und Kupferstecherin, die mit ihren Pflanzendarstellungen in A Curious Herbal (1737–1739) eines der bedeutendsten Illustrationswerke der vor-Linnéschen Botanik schuf. Ihr offizielles botanisches Autorenkürzel lautet „Blackw.“

## Leben und Wirken

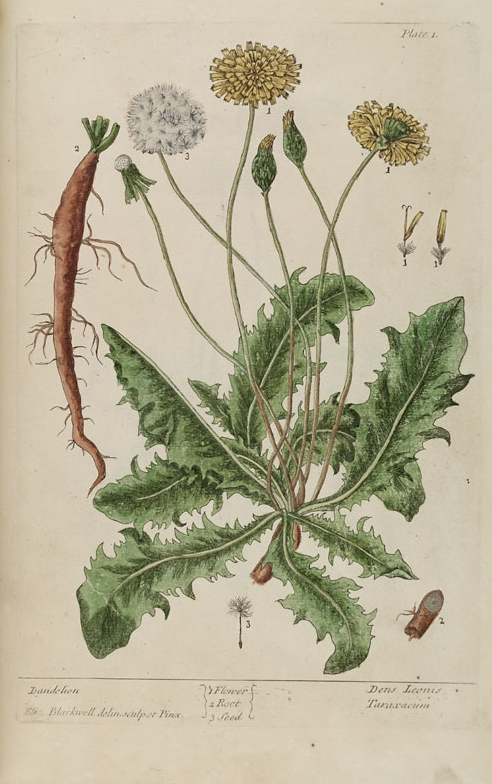
Dens leonis (Löwenzahn), A Curious Herbal (1737)

Blackwell war die Tochter des Malers Leonard Simpson. Sie erhielt in ihrer Jugend Unterricht in Zeichnen und Malen. Mit 28 Jahren heiratete sie ihren Vetter Alexander Blackwell und ließ sich mit ihm in Aberdeen nieder, wo der Ehemann eine Praxis als praktischer Arzt eröffnete. Nachdem Zweifel an der Gültigkeit seiner Lizenz aufgekommen waren, zog das Paar nach London, wo ihr Mann sich im Druckgewerbe versuchte und ohne die rechtlich vorgeschriebene Ausbildung und Mitgliedschaft in der Druckergilde eine eigene Druckerei eröffnete. Als daraufhin eine hohe Geldstrafe verhängt wurde und die Druckerei geschlossen werden musste, geriet das Paar, dem inzwischen auch ein Kind geboren worden war, in hohe Schulden, und Alexander Blackwell wurde als zahlungsunfähiger Schuldner in Schuldhaft genommen.
Um einen Ausweg aus der wirtschaftlichen Notlage zu finden, legte Elizabeth Blackwell einige ihrer Zeichnungen dem britischen Mediziner und Naturforscher Sir Hans Sloane vor, der als Nachfolger von Isaac Rand der Royal Society vorstand und auf seinen Gütern in Chelsea gemeinsam mit der Londoner Apothekergilde und mit Charles du Bois, dem Schatzmeister der Ostindien-Kompanie, einen bedeutenden botanischen Garten, den Chelsea Physic Garden, unterhielt. Das zeichnerische Können Elizabeth Blackwells fand das Interesse Sloanes und seiner Fachgenossen. Mit Sloanes Unterstützung wurde daraufhin das Projekt eines botanischen Tafelwerks entwickelt, das die für Mediziner und Apotheker wichtigsten Pflanzen, unter Einbeziehung auch der neuentdeckten Pflanzen der beiden Amerikas, in naturgetreuen Abbildungen wiedergeben sollte.
Elizabeth Blackwell verlegte ihren Wohnsitz nach Chelsea und führte dort die Zeichnungen nach dem lebenden Modell der Pflanzen im Physic Garden aus, fertigte die Stiche und kolorierte diese anschließend. Den englischen Pflanzennamen sind jeweils die lateinischen, griechischen, italienischen, spanischen, deutschen und niederländischen Entsprechungen sowie Kurzangaben beigegeben, für die als hauptsächliche Quelle Joseph Millers Botanicum Officinale (1722) ausgewiesen ist. Da Elizabeth Blackwell selbst keine botanische Ausbildung besaß, sollen die botanischen Informationen von ihrem Mann aus dem Gefängnis beigesteuert worden sein, tatsächlich waren diese aber weit besser in Chelsea zu bekommen, wo Elizabeth Blackwell unter anderem mit der Unterstützung von Isaac Rand, dem Kurator des Physic Garden, arbeiten konnte.
1737–1739 erschien das Werk bei Samuel Harding in London in zwei Foliobänden unter dem Titel A Curious Herbal Containing Five Hundred Cuts, of the most useful Plants which are now used in the Practice of Physick (doi:10.5962/bhl.title.571). Elizabeth Blackwell ließ es unter ihrem eigenen Namen erscheinen und stellte ihm, zur wissenschaftlichen Beglaubigung, ein von mehreren namhaften Medizinern und Wissenschaftlern unterzeichnetes Approbationsschreiben voran.
Das Werk wurde wegen der hohen Qualität der Zeichnungen und der Einbeziehung ausländischer und exotischer Pflanzen ein großer Erfolg, wenn es auch den Anforderungen der zu dieser Zeit in der Fachwelt rezipierten Systematik Carl von Linnés noch nicht genügen konnte. Ab 1747/49 brachte deshalb der Nürnberger Arzt und Apotheker Christoph Jacob Trew in Nürnberg bei Johann Joseph Fleischmann unter dem Titel Herbarium Blackwellianum emendatum et auctum (doi:10.5962/bhl.title.567) eine revidierte und in den Texten beträchtlich erweiterte deutsche Fassung heraus, für die er selbst den botanischen Apparat überarbeitete und den Zeichner und Kupferstecher Nikolaus Friedrich Eisenberger (1707–1771) sämtliche Illustrationen neu zeichnen und stechen ließ. Diese Ausgabe, in der Trew ab dem zweiten Band für den botanischen Apparat auch den Leipziger Professor Christian Gottlieb Ludwig und später noch weitere Mitarbeiter hinzuzog, wuchs auf fünf Bände an und konnte erst 1773 mit einem sechsten Ergänzungsband zu den bei Blackwell noch fehlenden oder falsch dargestellten Pflanzen abgeschlossen werden.
Das Werk Elizabeth Blackwells war ein großer, auch wirtschaftlicher Erfolg, von dessen Einnahmen sie ihren Ehemann aus der Schuldhaft auslösen konnte. Dieser verschuldete sich allerdings bald darauf erneut und ging dann 1742 allein nach Schweden, wo er von seiner Ehefrau weiterhin Unterstützung aus deren Bucheinnahmen erhielt, und als Arzt am Königshof zeitweise einige Erfolge hatte, 1748 aber wegen Beteiligung an einer politischen Verschwörung hingerichtet wurde.
Über Elizabeth Blackwells eigenes weiteres Schicksal ist wenig bekannt. Sie verstarb 1758 und wurde auf dem Friedhof von Chelsea bestattet.